# الدوري الإنجليزي لكرة القدم 1913–14
الدوري الإنجليزي لكرة القدم 1913–14 (بالإنجليزية: 1913–14 Football League)‏ هو موسم من دوري كرة القدم الإنجليزي. فاز فيه بلاكبيرن روفرز.